# باراوتا
بلدية باراوتا (بالإسبانية: Parauta) هي بلدية تقع في مقاطعة مالقة التابعة لمنطقة أندلوسيا جنوب إسبانيا.

## الديموغرافيا
بلغ عدد سكان بلدية باراوتا 265 نسمة عام 2011 (وفقاً للمعهد الوطني الإسباني للإحصاء).
| 252 | 223 | 208 | 236 | 252 | 231 | 265 |

## أعلام
- عمر بن حفصون